# Bosonogost
Bosonogost je izraz koji se rabi pri nedostatku obuće odnosno bilo kakve zaštite na stopalima. Za takve osobe se kaže da su bose ili bosih nogu. 
Bosonogost je uobičajena pojava u zemljama u razvoju, dok je mnogo rjeđa u industrijaliziranim zemljama, što se obično tumači nepovoljnom klimom, zdravstvenim rizicima, društvenim tabuima, modom i pritiskom okoline. Bosonogost - u slučajevima kada nije rezultat specifičnih okolnosti ili nečijeg siromaštva - se tada prakticira uglavnom iz vjerskih i svjetonazorskih razloga, a tradicionalno se smatra izrazom pobožnosti, asketizma, skromnosti, nevinosti ili povezanosti s prirodom.

## Vanjske poveznice
- Society for Barefoot Living (engl.)
- You Walk Wrong New York Magazine
- Take Off Your Shoes and Walk A podiatrist reveals the problems caused by shoes